# Les Petits Prés au printemps, By
Les Petits Prés au printemps, By est un tableau d'Alfred Sisley réalisé en 1880.

## Contexte
En 1880, des difficultés financières contraignent Sisley à quitter Sèvres, une commune de la banlieue de Paris, pour s'établir en 1882 à Moret-sur-Loing, en Seine-et-Marne, au sud-est de la capitale française. Il y vivra le restant de sa vie. Ce déménagement marque un tournant dans la carrière de l'artiste, ses peintures de paysages atteignent une vitalité et une fraîcheur incomparables.
Avant de s'installer définitivement à Moret, Sisley peint plusieurs tableaux dans la région toute proche de Veneux-les-Sablons. En 1880, il réalise un premier tableau similaire : Le Chemin des Fontaines près de By.

## Description
La peinture dépeint le Chemin des Petits Prés, un sentier boisé qui longe la rive gauche de la Seine et qui relie le village de Veneux-les-Sablons et le hameau de By (faubourg du village de Thomery). Le village visible sur la toile est Champagne-sur-Seine. La jeune fille du premier plan est probablement Jeanne Sisley, douze ans, fille de l'artiste et incarnation du printemps.

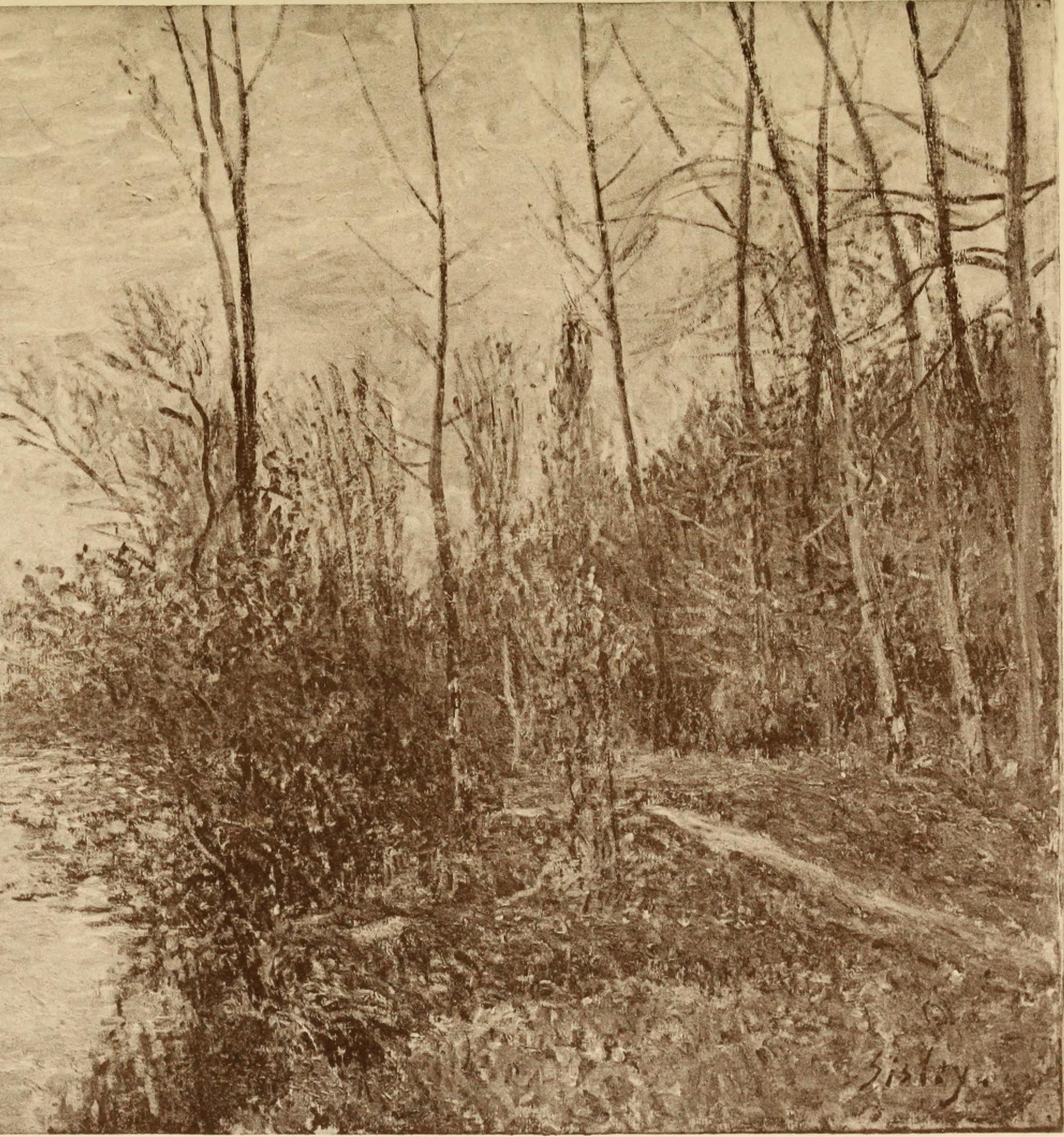
Alfred Sisley, Le Chemin des Petits Près à By, temps d'orage, retrouvé en 1949 en Allemagne, conservé au musée d'art et d'histoire de Meudon.

Le même sentier en sens opposé figure sur une autre toile de Sisley, Le Chemin des Petits Prés à By, temps d'orage (D. 405). Retrouvé en 1949 avec d'autres tableaux chez un particulier à Kölblöd en Bavière, il aurait été acheté au marché noir ou saisi par Hermann Brandl. Il figure dans une vente anonyme, à l’hôtel Drouot du 29 avril 1901 sous le numéro 35 du catalogue, dont l'expert est Paul Durand-Ruel et le commissaire-priseur Paul Chevalier.

## Localisation
Les Petits Prés au printemps, By est actuellement exposé à la National Gallery de Londres dans le bâtiment principal au premier étage dans la section 44 (Seurat et Pissarro). Il a été prêté en 1997 par la Tate Gallery.

## Provenance
- Paul Durand-Ruel,
- Erwin Davis, New York ;
- Durand-Ruel, New York, 14 avril 1899 ;
- Arthur Tooth & Sons (en), Londres, 1931 ;
- Don à la National Gallery par souscription en hommage à Roger Fry en 1936 ;
- affecté à la Tate Gallery en 1953.